# 주젠화
주젠화(1963년 5월 29일 ~ )는 중국의 전직 육상 선수이다.
주젠화는 1983년 헬싱키 세계 선수권 대회에서 메달을 획득한 최초의 중국 선수가 되었다. 그는 1984년 로스앤젤레스 올림픽 육상에서 메달을 획득한 최초의 중국 남자 선수가 되었다. 그는 아시안 게임과 아시아 선수권 대회에서 금메달을 2번 획득했다.

## 경력
1980년대 초반에 아시아의 높이뛰기를 지배할때, 주잔화는 1981년 아시아 선수권 대회에서 우승했고, 15cm로 우승 기록을 깼다. 그는 1982년 아시안 게임에서 2.33m로 이 성과를 반복했고, 12cm로 이전 올림픽 기록을 깼다. 그는 1986년 아시안 게임에서 자신의 타이틀을 유지했다.
그는 1983년 세계 선수권 대회와 1984년 하계 올림픽에서 2차례에 걸쳐 3위를 했다.
1983년 6월 11일에 주잔화는 2.37m를 뛰었고, 세계 신기록을 세웠다. 이 세계 기록은 1985년 8월 11일에 루돌프 포바르니친이 1cm로 깰때까지 남아있었다.

## 참조
- (영어) 주젠화 - 국제 육상 경기 연맹